# Eris floridana
Eris floridana là một loài nhện trong họ Salticidae.
Loài này thuộc chi Eris. Eris floridana được Richard C. Banks miêu tả năm 1904.